# تلمبه بیضایی
تلمبه بیضایی یک منطقهٔ مسکونی در ایران است که در دهستان رامجرد یک واقع شده‌است.